# Münsterbrock

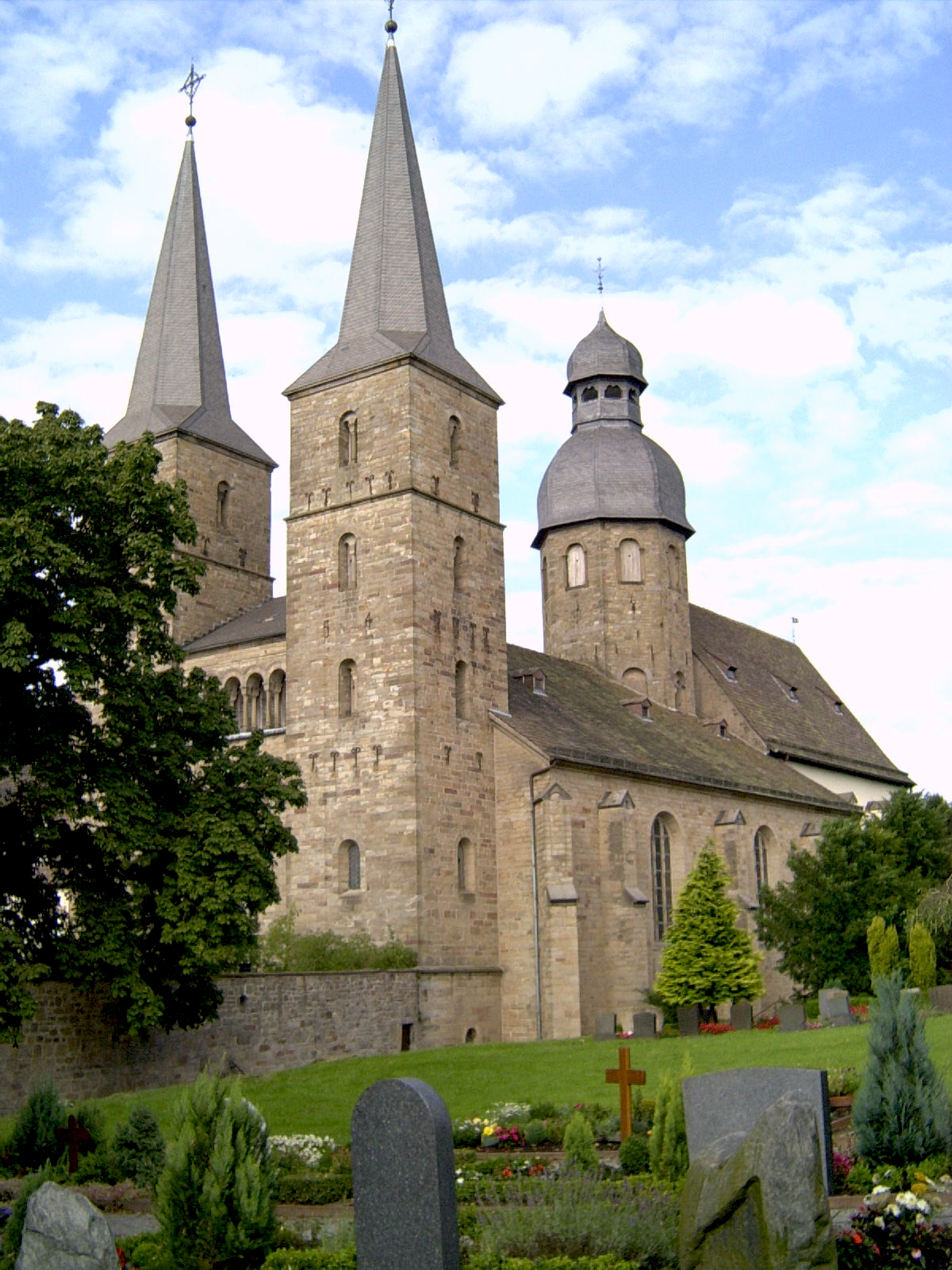
Kirche der Abtei Marienmünster, Blick von Südwesten.

Münsterbrock ist ein Ortsteil der Stadt Marienmünster im Kreis Höxter, Nordrhein-Westfalen. In Münsterbrock leben 103 Einwohner.
Auf dem rund 6 km² großen Gebiet des Ortsteils liegen die Abtei Marienmünster und die Oldenburg. Das Erwerbsleben in Münsterbrock hat sich in den letzten Jahrzehnten stark gewandelt und in dem früher rein landwirtschaftlich geprägten Dorf gibt es nur noch zwei Vollerwerbsbauernhöfe. Die meisten Bewohner pendeln zur Arbeitsstelle nach Marienmünster-Vörden oder in die nahen Städte Steinheim, Brakel und Höxter. Schulkinder gehen zur Grundschule in Vörden. Die erreichbaren Realschulen  bzw. Gymnasien befinden sich in Brakel, Höxter oder Steinheim.

## Geschichte
Münsterbrock entstand im 16. Jahrhundert aus den verlassenen Dörfern Katshern, später Ketsen und Asserinchusen. Diese ehemaligen Dörfer waren bereits Güterstandort der Abtei Marienmünster. Das Dorf Katshern lag zwischen der Grevenburg und dem Dorf Sommersell. Um 1527 taucht erstmals der Name Münsterbrock neben der Bezeichnung Ketsen auf. In den Geschichtsbüchern der Äbte von Marienmünster heißt es: Anno 1527, 15. May, am Vortag des Märtyrers Bonifatius haben wir die ersten Bauern in Ketsen/Münsterbrock aufgenommen. Einem Vertrag zufolge mussten die Bauern aus Münsterbrock ab 1554 ihre Frondienste zur Hälfte auf der Oldenburg und zur andern Hälfte für das Kloster leisten. Nach der Säkularisation im Jahr 1803 wurde das Klostergut vom preußischen Staat verkauft. Nur wenige hundert Meter entfernt liegt der heute noch erhaltene und bewohnte Wohnturm der zwischen 1373 und 1376 erbauten Oldenburg.
Der Ort gehörte seit dem Mittelalter zum paderbornisch-lippischen Samtamt Oldenburg. Münsterbrock fiel 1807 an das Königreich Westphalen und gehörte dort bis 1813 zum Kanton Vörden im Distrikt Höxter des Departements der Fulda. Nach der napoleonischen Niederlage kam Münsterbrock 1813 zu Preußen und 1816 zum neuen Kreis Höxter, in dem die Gemeinde zum Amt Vörden gehörte. Münsterbrock wurde durch das Gesetz zur Neugliederung des Kreises Höxter vom 2. Dezember 1969 am 1. Januar 1970 mit den anderen zwölf Gemeinden des Amtes Vörden zur neuen Stadt Marienmünster zusammengeschlossen.

## Politik
Der Ortsvorsteher von Münsterbrock ist Stefan Krüger (CDU).